# 김명미 (정치인)
김명미(金明美, 1965년 6월 19일 ~ )는 대한민국의 정당인이다.
대한민국 부산에서 태어났으며, 국민참여당 부산광역시당 조직위원장과 정의당  2기 중앙 지도부의 부대표를 지냈다. 백양마을학교 마을기업을 운영 했고, 숨박꼭질 작은도서관 관장 역할을 13년간 꾸준히 하여 마을공동체의 새로운 정립을 위해 헌신했다. 
2015 정의당 당직선거에 부산광역시당 위원장으로 출마하여 당선 되었다.
2014년에는 6.4 지방선거에 부산 부산진구 구청장으로 출마하여 낙선한 바 있다.
20대 총선에서 정의당 비례대표 5번에 배치되었으나 19대 대선 전 정의당을 탈당, 더불어민주당 문재인 후보 선거운동을 벌이고 대선 이후 더불어민주당에 입당했다.
부산광역시 사회복지 정책연구기관인 부산복지개발원 기획조정실장으로 근무했다.
부산사회서비스원 실무추진단 총괄본부장으로 근무했다
부산시장 변성완 후보 선거본부에서 총무본부장(사무장)을 맡아 지자체 선거에 중요 역할을 수행했다
이재명 대통령 선거에서 부산여성본부 공동본부장을 역임 했으며 더불어민주당 당대표 선거시 이재명 선거 캠프 중앙여성본부 상황실장을 맡았다
현재는 더불어민주당 정책위원회 부의장으로 활동하고 있으며 이재명 당대표를 위한 당원중심 혁신조직인 더민주 전국혁신회의 상임운영위원 역할을 수행중이다

## 역대 선거 결과
| 선거명          | 직책명                   | 대수            | 정당       | 득표율 | 득표수      | 결과         | 당락                |
| --------------- | ------------------------ | --------------- | ---------- | ------ | ----------- | ------------ | ------------------- |
| 제5회 지방 선거 | 부산광역시의원(비례대표) | 6대 (민선 5기)  | 국민참여당 | 7.69%  | 105,955표   | 비례대표 1번 | 낙선                |
| 제6회 지방 선거 | 부산광역시 부산진구청장  | 30대 (민선 6기) | 정의당     | 4.21%  | 105,955표   | 3위          | 낙선                |
| 제20대 총선     | 국회의원(비례대표)       | 20대            | 정의당     | 7.23%  | 1,719,891표 | 비례대표 5번 | 없음 (승계 전 탈당) |